# 이병준 (1998년)
이병준(1998년 8월 3일 ~ )은 대한민국의 배우이다.

## 학력
- 산남초등학교 (졸업)
- 기산중학교 (졸업)
- 병점고등학교 (졸업)
- 서울예술대학교 연기과 (졸업)

## 드라마
- 2002년 MBC 수목미니시리즈 《로망스》 ... 최공명 역
- 2002년 MBC 주말연속극 《맹가네 전성시대》 ... 한결 역
- 2003년 KBS2 월화드라마 《아내》 ... 은표 역
- 2003년 KBS1 일일연속극 《노란 손수건》 ... 지민 역
- 2003년 KBS2 미니시리즈 《로즈마리》 ... 최마루 역
- 2004년 SBS 아침연속극 《선택》 ... 우주 역
- 2005년 SBS 특별기획 《온리 유》 ... 은재 아들, 차진솔 역
- 2006년 KBS2 단막극 《드라마시티 - 내일 또 내일》 ... 갑수 역
- 2006년 KBS2 주말연속극 《인생이여 고마워요》 ... 강민 역
- 2006년 SBS 금요드라마 《내 사랑 못난이》 ... 두리 역
- 2008년 SBS 드라마스페셜 《바람의 화원》 ... 어린 신영복 역
- 2009년 MBC 일일연속극 《밥 줘》 ... 조현태 역
- 2010년 MBC 수목미니시리즈 《런닝, 구》 ... 어린 구대오 역
- 2012년 KBS2 HD 특별기획드라마 《각시탈》 ... 어린 기무라 슌지 역
- 2012년 KBS2 2부작드라마 《KBS 드라마 스페셜 연작 시리즈 - SOS》 ... 진현도 역
- 2014년 SBS 월화드라마 《신의 선물 - 14일》 ... 어린 기동호 역

## 영화
- 2005년 《친절한 금자씨》 ... 동화 역
- 2005년 《내 생애 가장 아름다운 일주일》 ... 조지석 역
- 2006년 《다세포 소녀》 ... 건희 역 (특별출연)
- 2006년 《연애, 그 참을 수 없는 가벼움》 ... 두일 역
- 2006년 《우리들의 행복한 시간》 ... 어린 은수 역
- 2013년 《누나》 ... 어린 윤호 역

## 수상
- 2003년 KBS 연기대상 청소년연기상 《노란 손수건》, 《아내》